# L'Assut
L'Assut és una séquia i un indret al municipi de Vinebre a la comarca de la Ribera d'Ebre (Tarragona). La séquia s'inicia al marge esquerre del riu Ebre, a prop del Poblat ibèric de Sant Miquel i porta l'aigua en direcció nord-est fins a les hortes situades a l'oest de la Torre de l'Espanyol. La séquia també dona nom a la partida de terra de l'Assut, pròxima a l'indret de los Assuts, al terme de Vinebre.